# Taubaté
Taubaté – miasto w południowo-wschodniej Brazylii, w stanie São Paulo, w dolinie rzeki Paraíba, przy linii kolejowej i drodze samochodowej São Paulo-Rio de Janeiro. Około 317 tys. mieszkańców.
W mieście rozwinął się przemysł samochodowy, maszynowy oraz metalurgiczny.
W mieście ma siedzibę klub piłkarski EC Taubaté.